# Caso Al-Kateb v Godwin
Al-Kateb v Godwin fue una decisión de la Corte Suprema de Australia, que falló el 6 de agosto de 2004 que la detención indefinida de una apátrida fue legal. El caso concernió Ahmed Al-Kateb, un hombre palestino quien nació en Kuwait y quien se trasladó a Australia en 2000 y aplicó para un visado de protección temporal. La decisión del Ministro de Inmigración rechazando su aplicación fue mantenida por el Tribunal de Revisión de Refugiados y el Tribunal Federal. En 2002 Al-Kateb declaró que deseó volver a Kuwait o Gaza. Sin embargo, cuando fue descubierto que ningún país aceptaría Al-Kateb, dejándole desplazado, fue detenido bajo la política de detención mandataria. Los dos problemas principales considerados por el Corte Suprema fueron sí o no la Ley de Migración de 1958 (la legislación que  gobierna la inmigración a Australia)  permitió la detención indefinada de alguien en la situación de Al-Kateb, y si esto sí fue permitido, si esto fue permisible bajo la Constitución de Australia. La mayor parte del tribunal decidieron que la Ley sí permitió la definición indefinida, y que la Ley no fue inconstitucional.
La controversia sobre el resultado del caso resultó en una revisión de las circunstancias de veinticuatro apátridas en la detención de inmigración, nueve de estos, incluyendo Al-Kateb, fueron concedidos visados y fueron dejados a entrar la comunidad.

## Historia del caso
Ahmed Al-Kateb (أحمد الكاتب) nació en Kuwait en 1975, el hijo de padres palestinos. Por causa de su origen palestina, no adquirió la ciudadanía Kuwaití aunque nació en el país, y entonces se consideró como apátrida. En diciembre de 2000, Al-Kateb, viajando por barco, llegó sin un visado o pasaporte en Australia, y fue detenido por las autoridades australianas de inmigración bajo las provisiones de la Ley de Migración de 1958.
En enero de 2001, Al-Kateb aplicó para un visado de protección, con el motivo de que la Convención Relativa al Status de Apátridas de la Naciones Unidas de 1954 obligara a Australia a protegerle. Su aplicación fue rechazada, una decisión mantenida por el Tribunal de Revisión de Refugiados y el Tribunal Federal de Australia. En junio de 2002, Al-Kateb dijo que deseó salir de Australia voluntariamente y ser mandado a Kuwait o Gaza. No obstante, intentos por el Gobierno de Australia a remover Al-Kateb a Egipto, Jordán, Kuwait, Siria y los territorios palestinos (que habría necesitado la aprobación de Israel) fracasaron porque ningún país admitiría Al-Kateb debido a su origen palestina.
Después, Al-Kateb aplicó al Tribunal Federal para decretos judiciales de habeas corpus y mandamus, demandando que los oficiales de inmigración cumplieran con provisión 198 de la Ley de Migración, que requirió que Al-Kateb, porque su aplicación para un visado había sido rechazado, se removiera del país tan temprano que es práctico razonable. Sin embargo, estas aplicaciones se desestimadas. [2] Entonces Al-Kateb buscó decretos judiciales de habeas corpus y mandamus sobre la base que estaba detenido ilícitamente, y aunque el juez falló que la extracción de Australia no es razonablemente práctico en este momento porque no hay una probabilidad real de extracción en el futuro inmediato, [3] su aplicación fue rechazada. No obstante, un caso con hechos substancialmente idénticos, decidido doce días después por una Corte Llena del Tribunal Federal, resultó en la liberación de otro preso, Akram Al Masri. [4]
Finalmente, Al-Kateb apeló la decisión contra sí mismo a una Corte Llena del Tribunal Federal, esperando que el razonamiento aplicado en el caso Al Masri sería aplicado a él. La apelación fue removido al Tribunal Alto a la petición del entonces Fiscal General de Australia Daryl Williams, bajo provisiones de la Ley Judicial de 1903. Pendiente de la apelación, Al-Kateb fue liberado en abril de 2003, por el consentimiento de todos partidos, en un orden interlocutorio por el Tribunal Federal. El caso fue expuesto al lado de los otros casos que también implicaron la detención de inmigrantes y las vistas tuvieron lugar el 12 y el 13 de noviembre de 2003.
Todos los demandados en el caso fueron miembros del Gobierno de Australia, incluyendo dos oficiales en el Departamento de Asuntos Multiculturales, Indígenas y de Inmigración, y el entonces Ministro de Inmigración, Phillip Ruddock, y fueron representados por el Subfiscal de la Corona, David Bennett. El demandado primer nombrado, Philoppa Godwin, fue Diputado Secretario del DAMII. Al-Kateb fue representado por Claire O’Connor, de la Comisión de Servicios Legales del Sur de Australia. 

## Argumentos
La cuestión en el caso fue sí o no la detención continuada de Al-Kateb fue lícito. Esta cuestión implicó varios asuntos,  a saber sí o no las provisiones de la Ley de Migración permite que una persona sea detenido aunque no tengan posibilidad de ser removido de Australia, y si fue permitido, sí o no estas provisiones fueron legales bajo la Constitución de Australia.